# Brande Roderick
 (octobre 2020).
Si vous disposez d'ouvrages ou d'articles de référence ou si vous connaissez des sites web de qualité traitant du thème abordé ici, merci de compléter l'article en donnant les références utiles à sa vérifiabilité et en les liant à la section « Notes et références ».
Brande Roderick est une actrice, mannequin et playmate américaine, née le 13 juin 1974 à Novato (Californie).

## Biographie
Elle a été désignée playmate du mois d'avril 2000 et playmate de l'année 2001 par le magazine Playboy.
À la télévision, elle a notamment interprété le rôle de Leigh Dyer dans la dernière saison d'Alerte à Malibu. Elle est également apparue dans la première saison du reality-show The Surreal Life. Elle a aussi joué quelques seconds rôles au cinéma, comme dans Starsky et Hutch, l'adaptation de la série sortie en 2004.
Elle participe à The Celebrity Apprentice en 2009, le jeu de télé-réalité de Donald Trump. En 2013 elle retente l'aventure lors de la saison 6 au côté d'anciens participants des saisons 1 à 5 comme La Toya Jackson, Dennis Rodman ou encore Stephen Baldwin.

## Vie privée
Elle a été une des nombreuses compagnes d'Hugh Hefner. En Novembre 2012, un numéro de Playboy présenta un article donnant la liste (non exhaustive !) des femmes ayant partagé sa vie et son lit, parmi lesquelles figurait Brande Roderick pour les années 1998 et 1999. L'article s'intitulait Hef's Girlfriends - a Romantic Retrospective.
En août 2006, elle s'est fiancée à Glenn Cadrez, un ancien joueur de NFL qui a joué 11 saisons pour les Broncos de Denver, les Jets de New York et les Chiefs de Kansas City. Ils se sont mariés en juin 2007 et ont eu leur premier enfant en mars 2010.

## Apparitions dans les numéros spéciaux dePlayboy
- Hottest Centerfolds - 2002 - pages16-17
- Nude Playmates - Avril 2002 - pages 62–67
- Playmate Review - 2001 – Couverture, pages 1–3, 26-35
- Playmates in Bed - Décembre 2001 - pages 26–29
- Playmates in Bed - Décembre 2002 - pages 2, 68-75
- Sexy Celebrities - Février 2001 – pages 28–29
- Sexy Celebrities - Février 2002 - Couverture, pages 1, 6-7

## Filmographie
- 2000 - 2001 : Alerte à Malibu (série TV) : Leigh Dyer
- 2003 : Alerte à Malibu : Mariage à Hawaï (TV) : Leigh Dyer
- 2003: Dracula II ascension : Tanya
- 2004 : Starsky et Hutch de Todd Phillips : Heather
- 2010 : Toxic de Alan Pao : Cherry
- 2011 : Let Go de Brian Jett : Elle-même